# Саллинен, Аулис
А́улис Хе́йкки Са́ллинен (фин. Aulis Heikki Sallinen; род. 9 апреля 1935, Салми, Финляндия) — современный финский композитор.

## Биография
Родился в городке Салми (ныне Питкярантский район Карелии).
Его первыми инструментами были скрипка и пианино. Испытывал интерес как к классической музыке, так и к джазу.
Поступил в Академию имени Сибелиуса в Хельсинки, где его преподавателем был композитор и пианист Йонас Кокконен.
После окончания академии Саллинен остался в ней преподавателем, продолжая сочинять музыку.
Автор 6 опер, 8 симфоний, концертов для скрипки, виолончели, флейты и валторны и большого числа камерных произведений. Получил приз Северного Совета в 1978 году за оперу Ratsumies («Всадник»). Работал по заказу Kronos Quartet.

## Произведения

### Симфонии
- Симфония № 1, соч. 24 (1971)
- Симфония № 2 «Симфонические диалоги», соч. 29 (1972)
- Симфония № 3, соч. 35 (1975)
- Симфония № 4, соч. 49 (1979)
- Симфония № 5 «Вашингтонская мозаика», соч. 57 (1985—1987)
- Симфония № 6 «Новозеландский дневник», соч. 65 (1990)
- Симфония № 7 «Сны Гэндальфа», соч. 71 (1996)
- Симфония № 8 «Осенние Фрагменты», соч. 81 (2001)

### Оркестровые
- Mauermusik, соч. +7 (1963)
- Вариации для оркестра, соч. 8 (1963)
- Chorali для духового оркестра, соч. 22 (1970)
- Камерной музыки I, соч. 38 (1975)
- Камерной музыки II, для альтовой флейты и струнного оркестра ор. 41 (1976)
- Dies Irae, для сопрано, баса, хора и оркестра, соч. 47 (1978)
- Тени, соч. 52 (1982)
- Камерной музыки III «Ночные танцы Дон Жуан-Кихота», соч. 58 (1983; для виолончели и струнных)
- Восход Серенада, соч. 63 (1989)
- Песни жизни и смерти, соч. 69 (1995; баритон, хор, оркестр)
- Дворец Рапсодия, соч. 72 (1996)
- Введение и Танго Overture для фортепиано и струнных, соч. 74В (1997)
- A Торжественная увертюра, Op. 75 (1997)
- Камерной музыки IV Метаморфозы, для фортепиано и струнных, соч. 79 (2000)
- Камерной музыки V Варавву Вариации, для баяна и струнных соч. 80 (2000)
- Камерной музыки VI Trois приглашения АС, соч. 88 (2006)

### Концерты
- Концерт для скрипки, соч. 18 (1968)
- Концерт для виолончели ор. 44 (1977)
- Концерт флейта Harlekiini, соч. 70 (1995)
- Концерт Рог колокол ред Arie, соч. 82 (2002)
- Камерный концерт для скрипки, фортепиано и камерного оркестра, соч. 87 (2005)
- Концерт для кларнета, альта и оркестра, соч. 91 (2007) (также для кларнета, виолончели и оркестра, соч. 91a)

### Камерной музыки
- Струнный квартет № 1, соч. 14 (1958)
- Струнный квартет № 2 канцона, соч. 4 (1960)
- Quattro за Quattro, соч. 12 (1965)
- Струнный квартет № 3 Некоторые аспекты Похоронный марш Peltoniemi Hintrik, соч. 19 (1969)
- Четыре Этюды для скрипки и фортепиано, Op.21 (1970)
- Струнный квартет № 4 тихие песни, соч. 25 (1971)
- Соната для виолончели соло, соч. 26 (1971)
- Metamorphora, для виолончели и фортепиано, соч. 34 (1974)
- Струнный квартет № 5 Кусочки мозаики, соч. 54 (1983)
- Swan Song для виолончели и фортепиано, соч. 67 (1991)
- Фортепианный квинтет … де morceaux oublies, соч. 85 (2004)
- Соната для виолончели, соч. 86 (2004)

### Оперы
- «Всадник», соч. 32 (1974, фин. Ratsumies, швед. Ryttaren)
- «Красная линия»[англ.], соч. 46 (1978) фин. Punainen viiva
- «Король отправляется во Францию», соч.53 (1983, фин. Kuningas lähtee Ranskaan)
- «Куллерво», соч. 61 (1988)
- «Дворец», соч. 68 (1991—1993, фин. Palatsi)
- «Король Лир», соч. 76 (1999)

### Балет
- «Хоббит», соч. 78 (2001)[1][2]

## Записи
- Symphony Nos 1 & 7 — CPO 999 918-2
- Kullervo — Ondine ODE 844-2
- Shadows; Symphonies 4 & 5; Chamber Music III — Ultima 8573819722